# Pandolfo II Malatesta
Pandolfo II Malatesta (1325  – Pesaro janvier 1373)  est un condottiere italien.

## Biographie
Fils de  Malatesta III Malatesta, il combat auprès de Werner von Urslingen et Gil de Albornoz. Par la suite il rentre au service de Galeazzo II Visconti  de Milan,  mais s'attirant la jalousie de Bernabò Visconti il rejoint les  Marches puis entre au service de Florence contre Pise combattant contre John Hawkwood.